# Campeonato Nacional da 1ª Divisão de Andebol 1968–69
O Campeonato Português de Andebol Masculino (Seniores) de 1968/69 foi a 17ª edicão, competição organizada pela Federação de Andebol de Portugal. O Sporting CP conquistou o seu 6º Título.

## CN Classificação
| Pos | Equipa             | J  | V  | E | D  | GM  | GS  | Diff | Pts |
| --- | ------------------ | -- | -- | - | -- | --- | --- | ---- | --- |
| 1   | Sporting CP        | 10 | 10 | 0 | 0  | 262 | 132 | +130 | 20  |
| 2   | FC Porto           | 10 | 7  | 1 | 2  | 241 | 171 | +70  | 15  |
| 3   | SL Benfica         | 10 | 5  | 2 | 3  | 218 | 182 | +36  | 12  |
| 4   | Vitória de Setúbal | 10 | 3  | 1 | 6  | 182 | 211 | -29  | 7   |
| 5   | Vigorosa           | 10 | 3  | 0 | 7  | 185 | 248 | -63  | 6   |
| 6   | Sp. Espinho        | 10 | 0  | 0 | 10 | 154 | 298 | -144 | 0   |